# Klaudijus Upstas
Klaudijus Upstas (Kaunas, 30 de octubre de 1994) es un futbolista lituano que juega en la demarcación de centrocampista para el FC Hegelmann de la A Lyga.

## Selección nacional
Tras jugar en varias categorías inferiores de la selección, finalmente hizo su debut con la selección de fútbol de Lituania en un partido de la Copa Báltica 2022 contra Islandia que finalizó con un resultado de empate a cero.

## Clubes
| Club                 | País     | Año       | Partidos | Goles |
| -------------------- | -------- | --------- | -------- | ----- |
| FK Tauras Tauragė    | Lituania | 2013      | 4        | 0     |
| FK Banga Gargždai    | Lituania | 2014      | 14       | 1     |
| FC Stumbras          | Lituania | 2015-2016 | 53       | 3     |
| FK Jonava            | Lituania | 2017-2018 | 35       | 6     |
| FK Atlantas Klaipėda | Lituania | 2019      | 9        | 0     |
| FK Palanga           | Lituania | 2019      | 9        | 0     |
| FC Hegelmann         | Lituania | 2020-     | 138      | 4     |